# Lacoste (Vaucluse)
Lacoste  ist eine französische Gemeinde mit 453 Einwohnern (Stand 1. Januar 2022) und einer Fläche von 10,71 km² im Département Vaucluse und in der Region Provence-Alpes-Côte d’Azur.

## Geographie
Der Ort liegt etwa 40 Kilometer Luftlinie südöstlich von Avignon und 60 Kilometer nördlich von Marseille bzw. 40 Kilometer nördlich von Aix-en-Provence.
Die Kleinstadt Apt liegt etwa 12 Kilometer Luftlinie weiter nordöstlich. Lacoste liegt an einem Berghang auf einer Höhe von ca. 320 Metern über dem Meeresspiegel am nördlichen Rand des Luberongebirges.
Das Gemeindegebiet gehört zum Regionalen Naturpark Luberon.
In der Nähe befinden sich die bekannten Touristenorte Roussillon und Gordes.

## Geschichte
La Coste als Lehen ging 1627 durch die Heirat der Diane de Simiane, Dame de la Coste mit Jean-Baptiste de Sade in den Besitz des Hauses Sade über.

## Wappen
Wappenbeschreibung: Im Gold und Rot gevierten Wappen  ist im ersten und vierten Feld ein blauer Zinnenturm und zweiten und dritten ein goldener achtspitziger Stern. Eine weiße gestürzte Taube liegt auf einem schwarzen Kreuz mit acht kugelbesteckten Armspitzen auf und über der Vierung.

## Sehenswürdigkeiten
Über dem Dorf befinden sich die Ruinen der gleichnamigen Burg Lacoste.
Diese Burgruine wird seit 2001 mit Unterstützung des französischen Modeschöpfers Pierre Cardin wieder aufgebaut und kann gegen Gebühr besichtigt werden (Stand Mai 2015).
Sie ist auch überregional bekannt, da sie im 18. Jahrhundert der Wohnsitz des Donatien-Alphonse-François de Sade war. Heute ist im historischen Außenbereich der Burg der europäische Sitz des Savannah College of Arts and Design angesiedelt.
Von dem nur wenige Kilometer weiter östlich auf einer Bergkuppe gelegenen Ort Bonnieux bietet sich ein schöner Ausblick auf Lacoste.

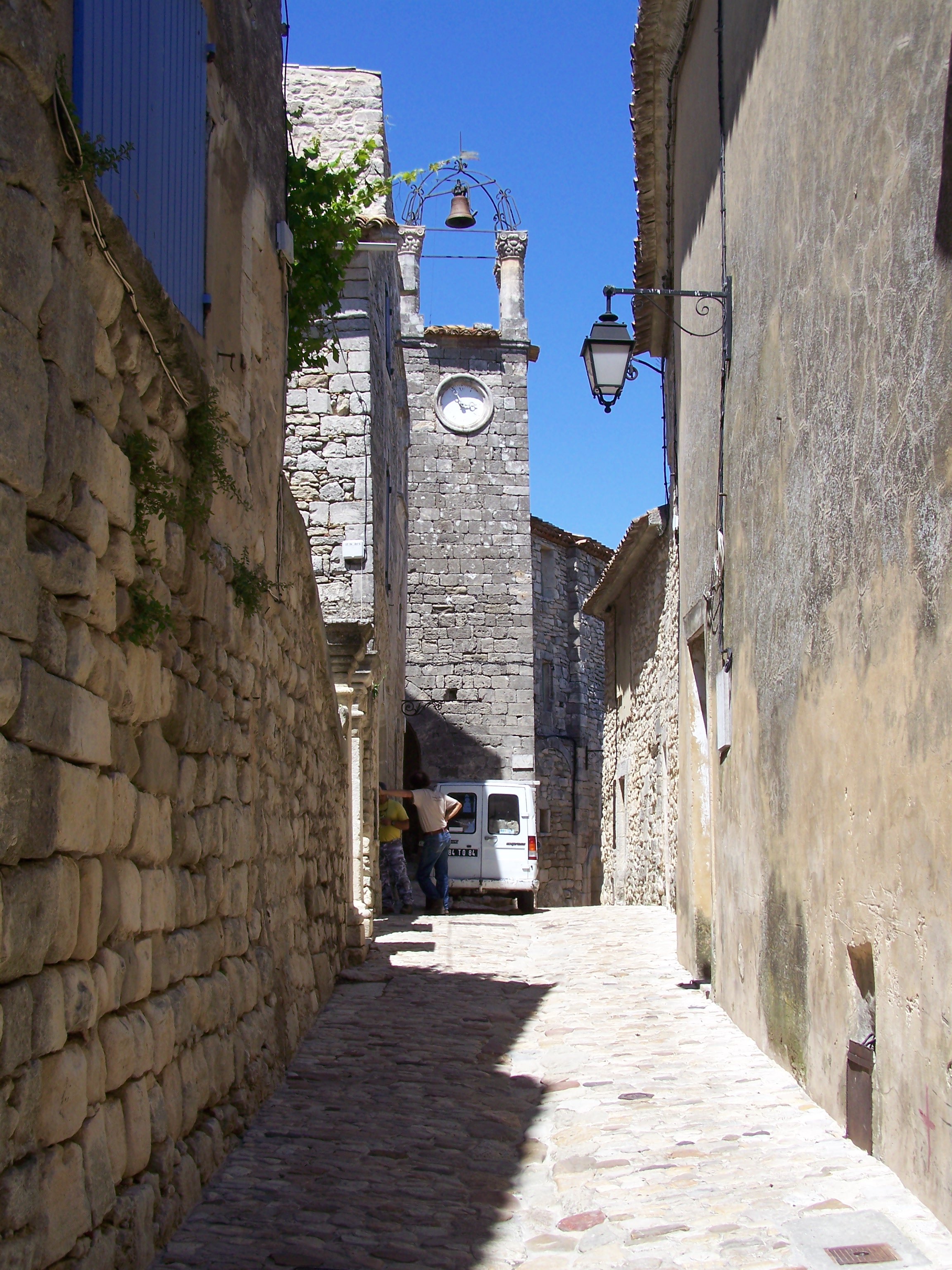
Gasse in Lacoste
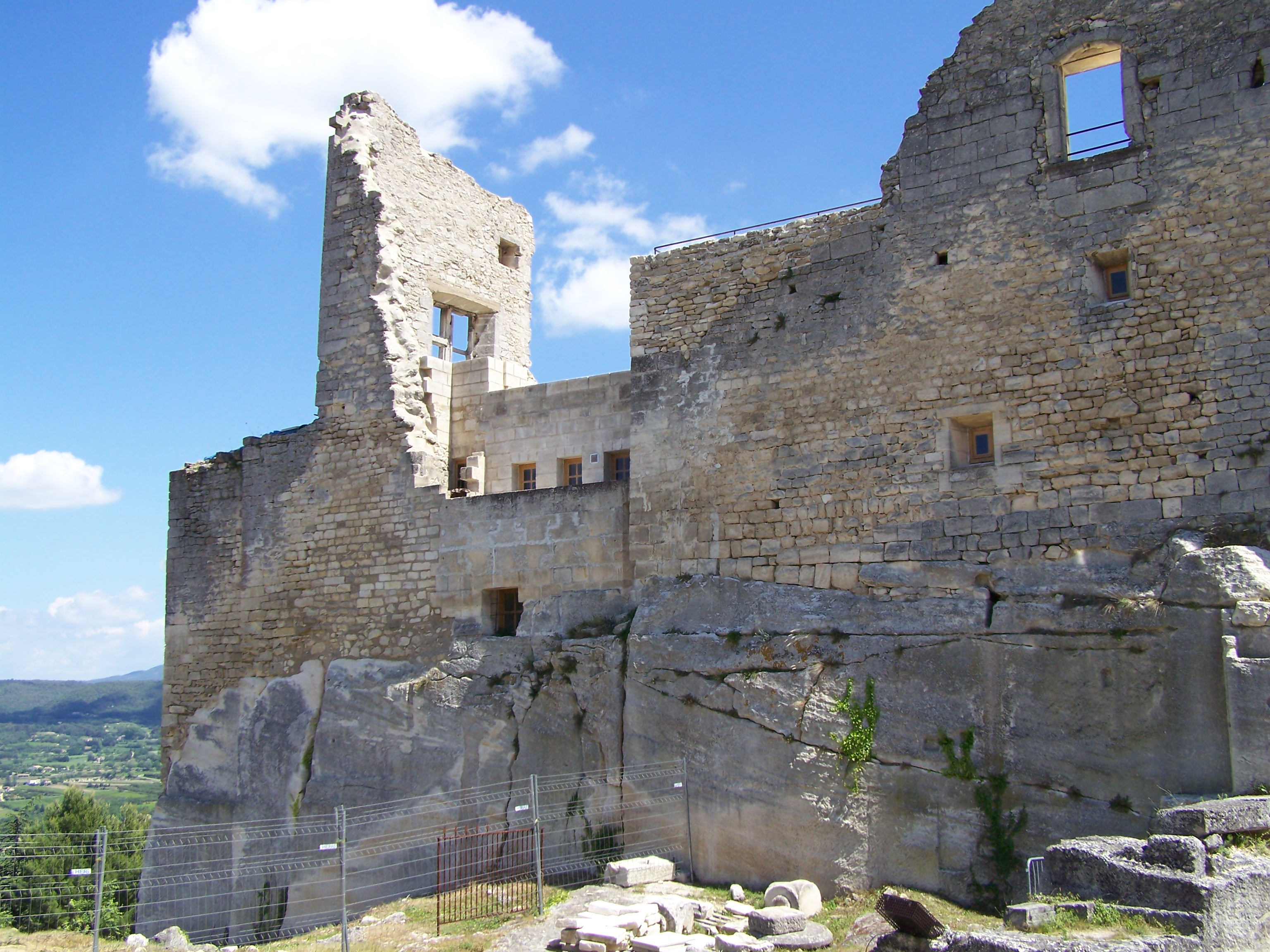
Burgruine in Lacoste
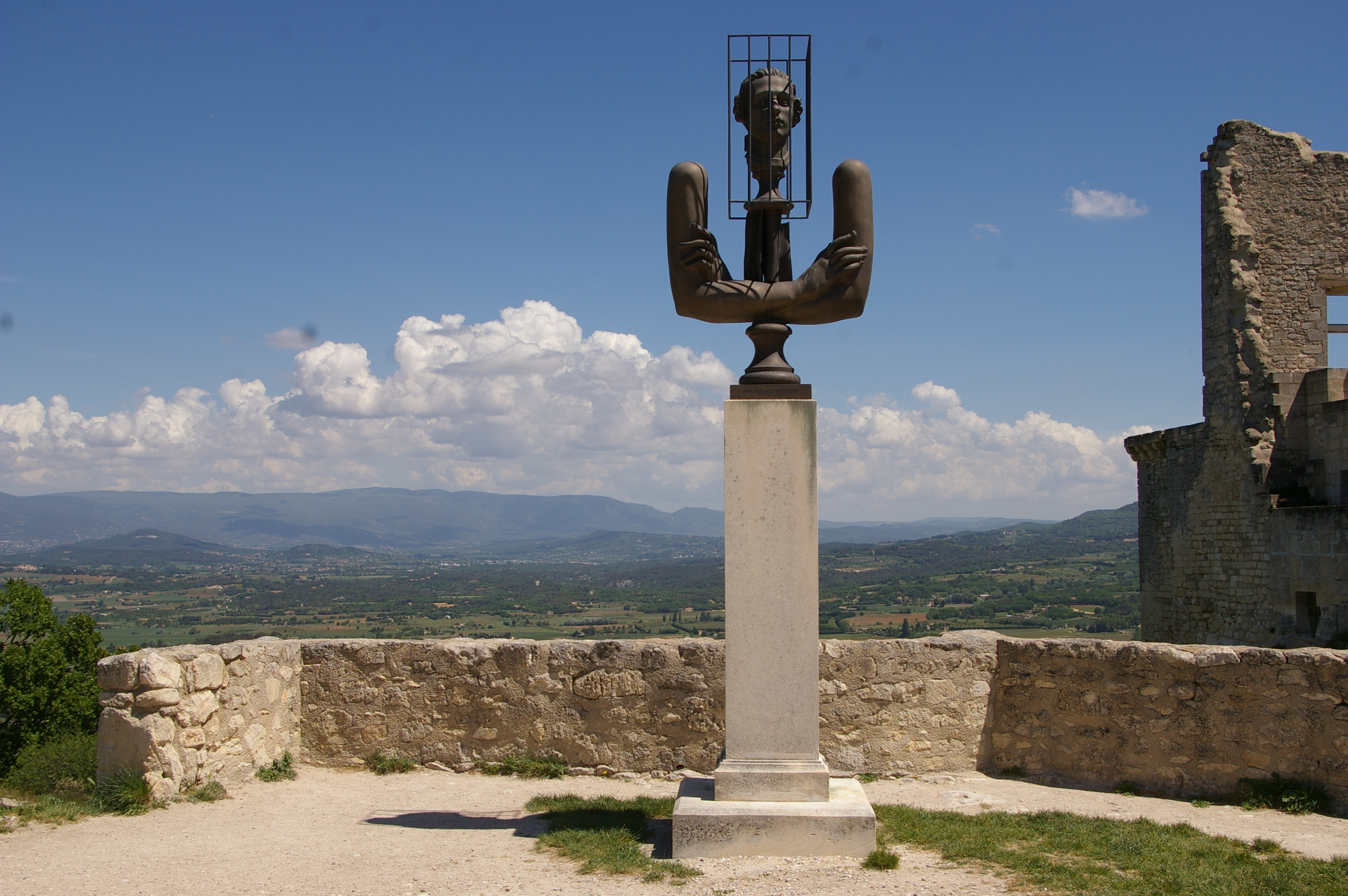
Kunstwerk in Lacoste
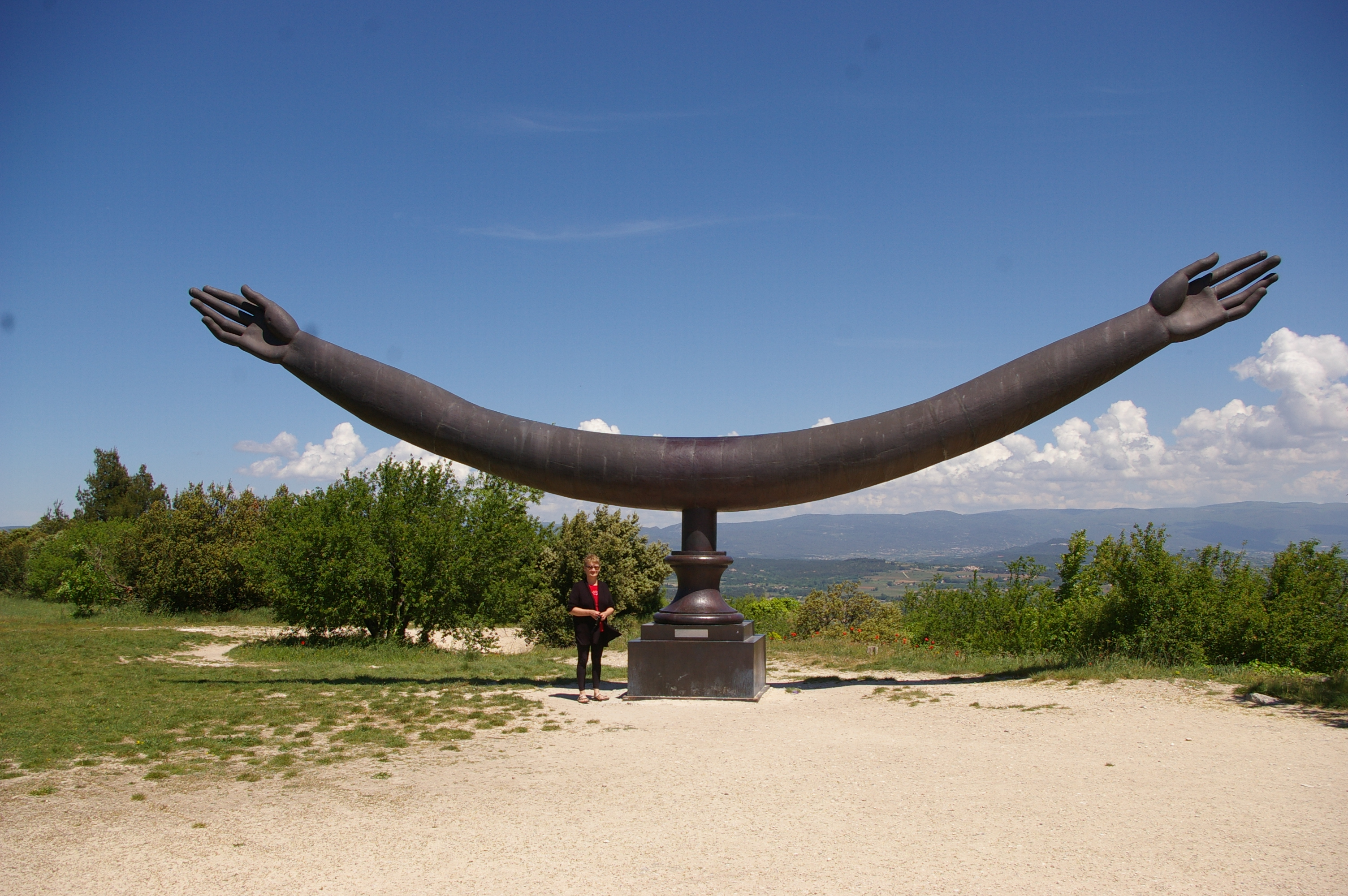
Kunstwerk an der Burgruine